# ラルモディ博物館
ラルモディ博物館（カタルーニャ語: Museu de l'Almodí）またはアルムディン博物館（スペイン語: Museo de Almudín）は、スペイン・バレンシア州バレンシア県シャティバにある博物館。ラルモディまたはアルムディンと呼ばれる14世紀のゴシック様式の建物に入っている。1917年に博物館として開館した。

## 建物

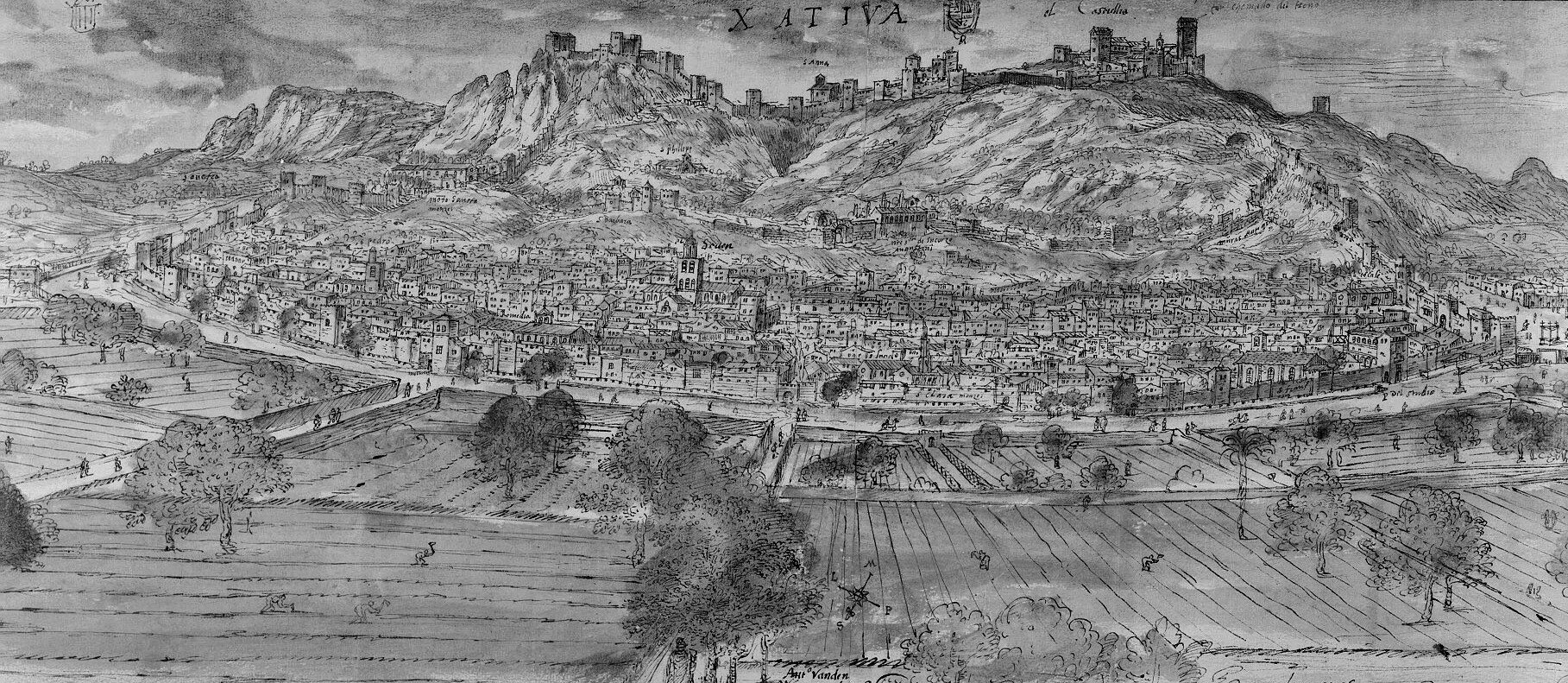
建物が完成した頃のシャティバ（1563年）

シャティバはヨーロッパにおける初期の紙生産の中心地であった。また、ボルジア家出身の第209代ローマ教皇カリストゥス3世（在位1455年-1458年）と第214代ローマ教皇アレクサンデル6世（在位1492年-1503年）の出身地であり、17世紀に活躍したバロック画家ホセ・デ・リベーラもシャティバ出身である。
この建物はバレンシア・ゴシック様式によって1530年から1548年に建設され、建設当初は小麦の貯蔵・販売施設だった。建物の上階は小麦の貯蔵に、下階は小麦の販売に用いられ、この状態は20世紀初頭まで続いた。この建物がラルモディ博物館となったのは1917年のことである。

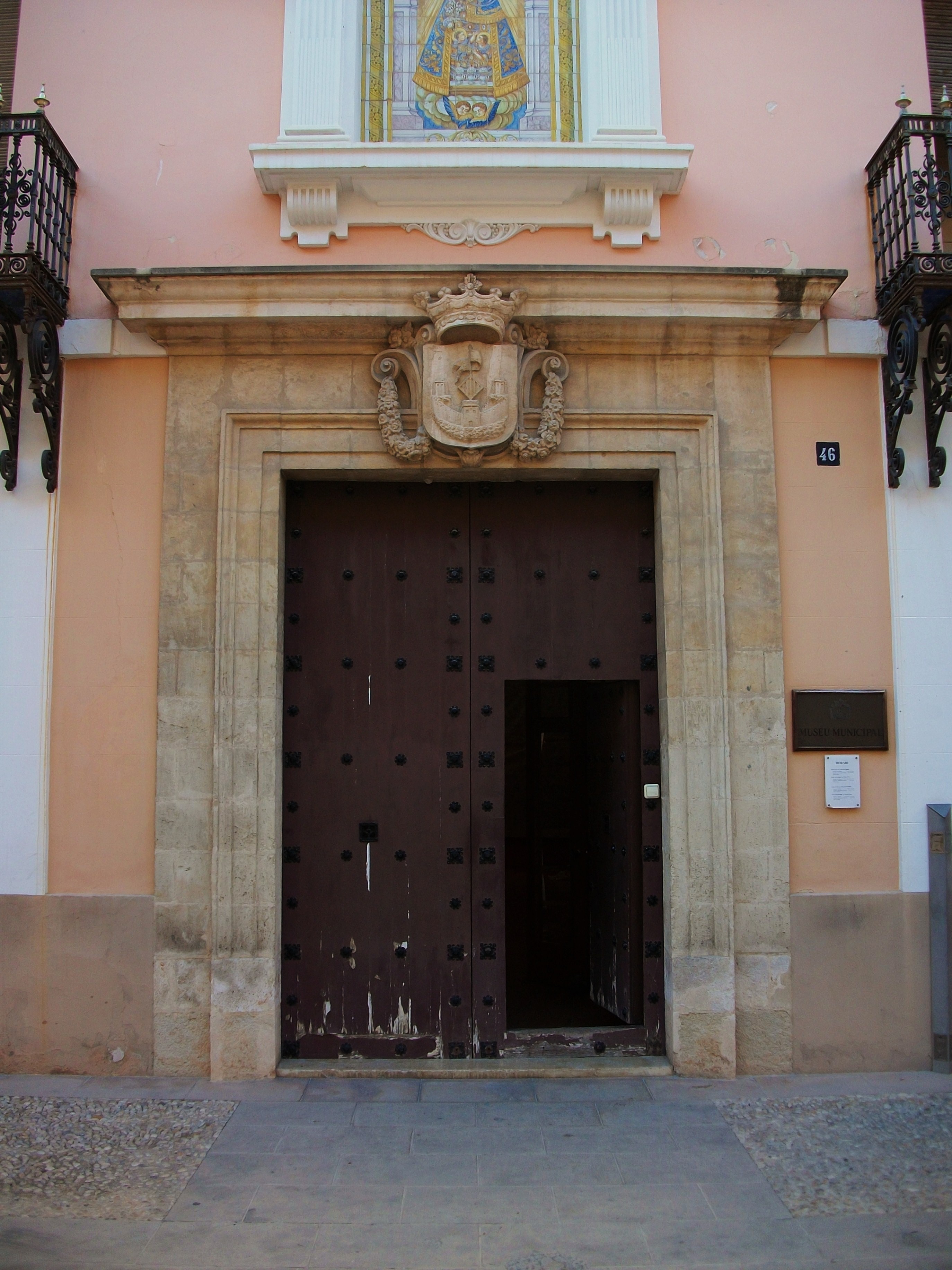
建物のファサード
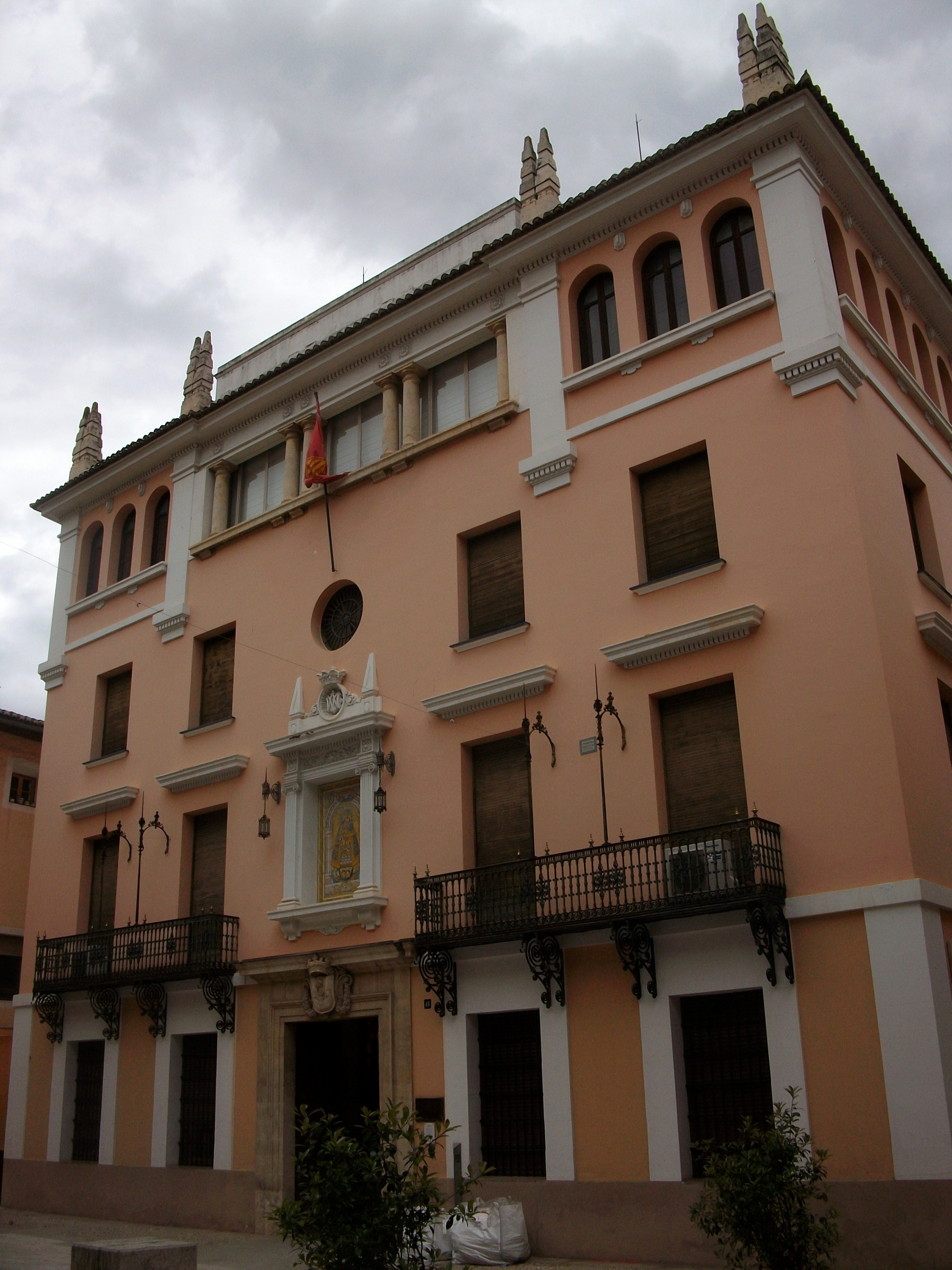
ファサードの全景
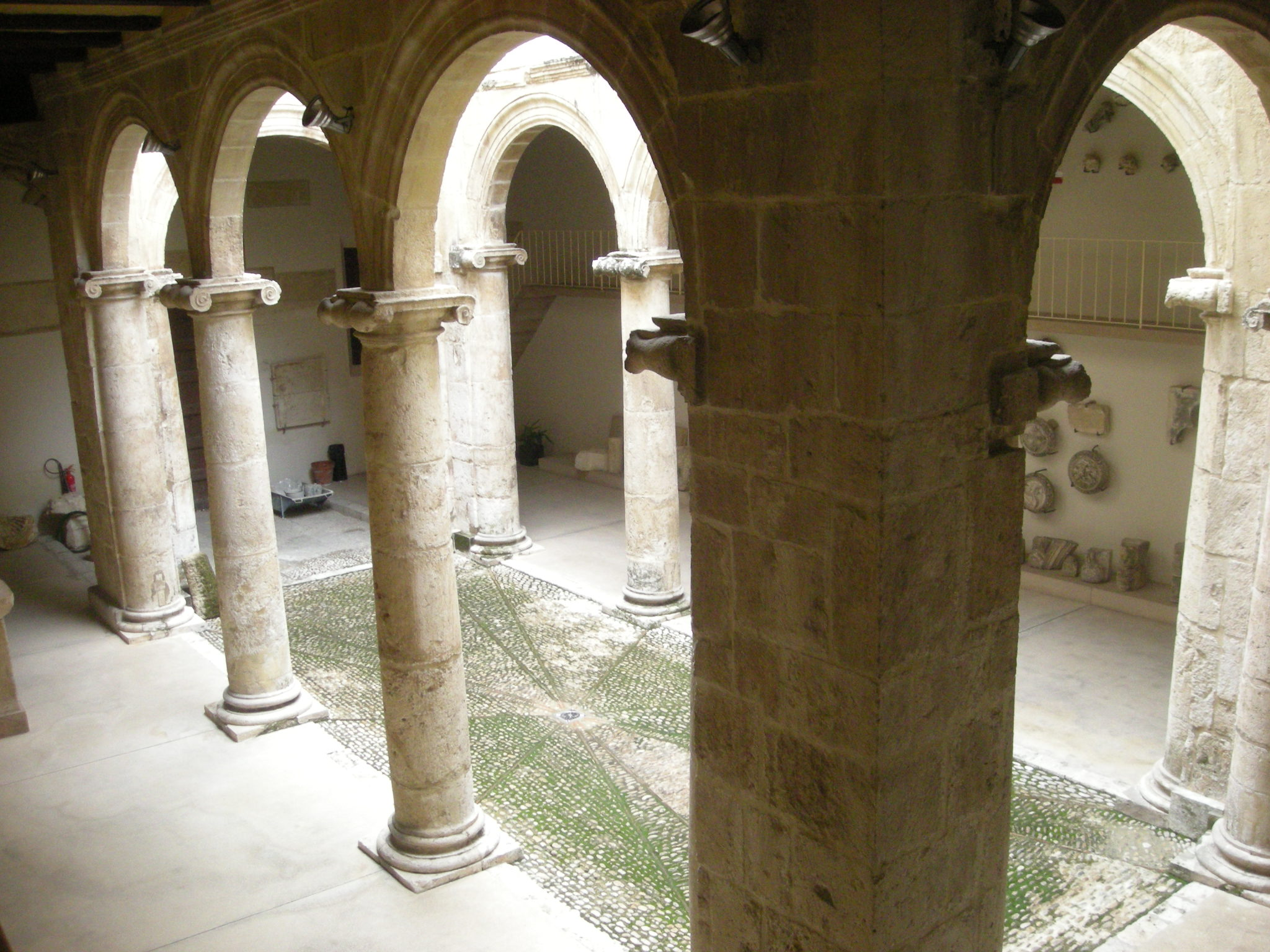
建物中央部の中庭

## フェリペ5世の肖像画

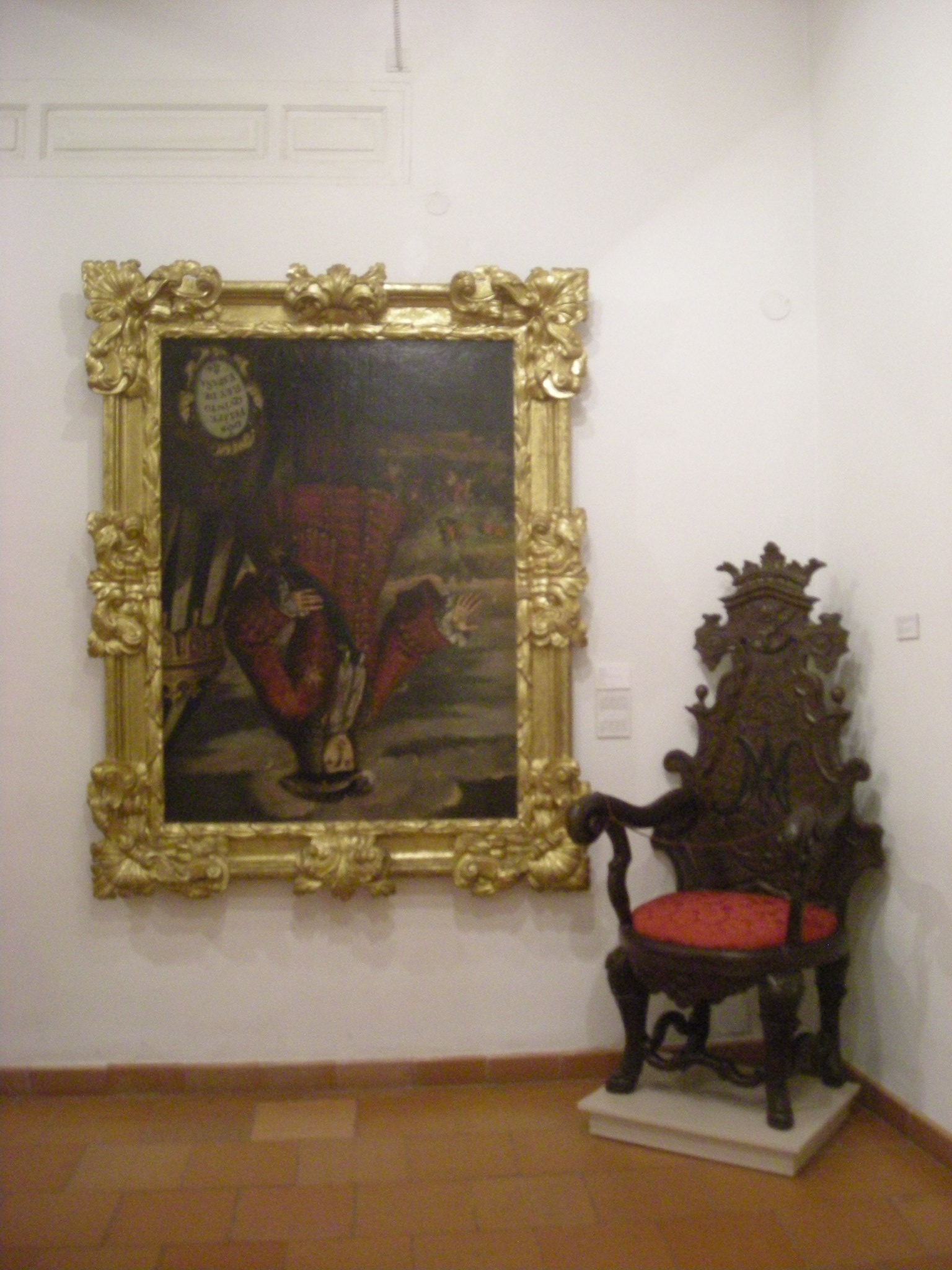
上下さかさまのフェリペ5世の肖像画

スペイン継承戦争中の1707年6月6日、スペイン・フランス連合軍によってシャティバ包囲が行われ、フェリペ5世はシャティバの町を焼き払うように命じたうえに、町の名称を自身の名にちなむサン・フェリペに改称するように命じた。
ラルモディ博物館にはフェリペ5世の肖像画がわざと上下さかさまの状態で展示されており、これは1961年まで館長を務めたカルロス・サルソウ・カレレスが、シャティバ包囲に対する非難の意味でこの状態とした。カルロス・サルソウ・カレレスは「スペイン王室の一員が三度謝罪をするまでは、フェリペ5世の肖像画は上下さかさまのままだ」と語っている。